# Manuel Bartolomé
Manuel Bartolomé García (Torres, Torrelavega, Cantabria, 1935 - Torres, Torrelavega, Cantabria, 18 de enero de 2018) fue un escritor y periodista español.

## Inicios
Nació en Torres (Torrelavega, Cantabria) el 15 de noviembre de 1935, hijo de Antonio Bartolomé Suárez, célebre periodista y escritor costumbrista de las Letras Cántabras. Durante años recibió formación de piloto de vuelo sin motor en Somosierra (Madrid) y Santos Dumont (Huesca), obteniendo el título de Radiotelegrafista en la Escuela de Transmisiones de Cuatro Vientos (Madrid). Posteriormente trabajaría en la empresa Solvay de Torrelavega, antes de centrarse de lleno en su carrera literaria.

## Carrera literaria
Bartolomé escribió a lo largo de su vida más de dos decenas de libros de variada índole, desde novelas de viajes, biografías de personajes ilustres, ensayos históricos regionales y novelas de ficción, además de haber participado en numerosos libros colaborativos, en parte con la Sociedad Cántabra de Escritores. Al igual que hiciera su padre, también era colaborador habitual de varios periódicos de la comarca con sus artículos de opinión.

"Soy empedernido viajero, cuyas experiencias relato en alguno de mis títulos. Enamorado del arte románico. Apasionado de las tradiciones. Novelador de viejas vivencias históricas."
Manuel Bartolomé García ("Balconadas", 2011)

### Obras individuales
Los viajes realizados por Europa, Japón y su país de origen le llevan a escribir numerosas novelas de viajes, desde “Yo vi nacer el sol entre cerezos” (1987) y “Bambú (Takenoko)” (2003), a “Sitios” (2001), “Senderos” (2002) y “Bitácora” (2007).
En “Pinceladas” (2001) y “No todo fue gris” (2004), Bartolomé refleja los años de su juventud en el área de Torrelavega y las distintas localidades en las que residió, narrando anécdotas personales y vivencias singulares.
En 2011, Bartolomé se estrena en el género de la ficción con dos novelas: Una Saga Hindú, y La Leyenda del Tasugo siendo esta última inspirada por la leyenda cántabra del tasugo, reflejando perfectamente el habla rural de antaño.

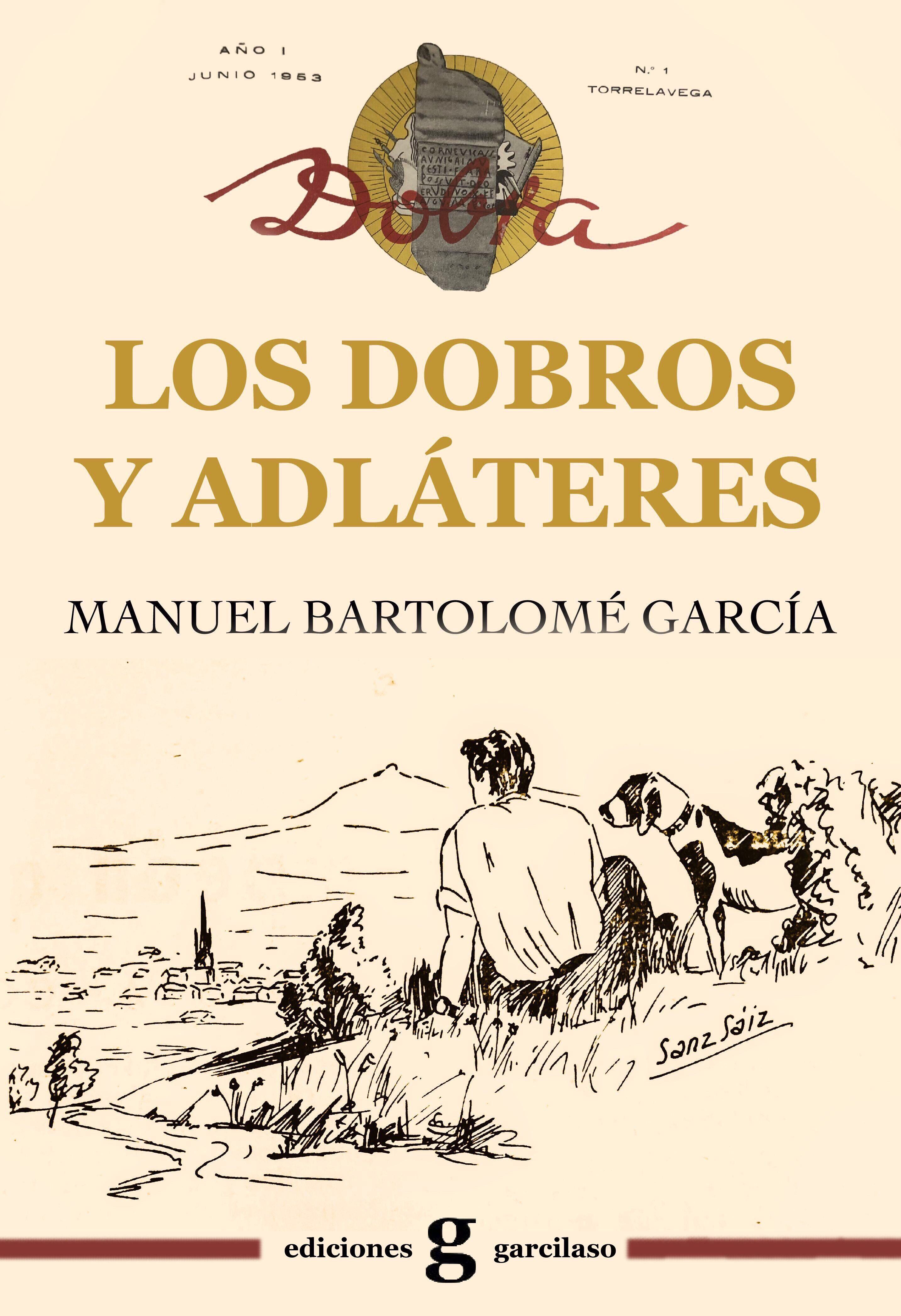
Portada de "Los Dobros y Adláteres", la última obra de Manuel Bartolomé, publicada en 2018 de manera póstuma.

Sus últimas obras fueron publicadas en forma de biografía de personajes de interés para la región cántabra y especialmente del Valle del Besaya, como por ejemplo El Principado. La bodega de Cardín Montero (2013), La Leyenda del Viejo Cazador (2015), Pío Jusué Barreda. La gloria oculta (2016) o Chero. La lucha por la supervivencia (2017). 
El 13 de diciembre de 2018 se presentó en Torrelavega su obra póstuma “Los Dobros y Adláteres”, que recoge una serie personajes célebres de la revista Dobra de la década de 1950.

### Otras obras y colaboraciones
Bartolomé colaboró en numerosas obras junto con otros autores, entre las que destaca "Picayos. Historia de la Agrupación de Danzas ‘Virgen de las Nieves’ de Tanos” (2011) junto con Ángel Muela Martín, y obras conjuntas de la Sociedad Cántabra de Escritores, en las que Bartolomé colaboró con sus relatos y escritos. Se trata de Historias de Santander (2006), Balconadas (2011), Sueños (2011), Obrussae Cantabricae (2013), MAR.es (2014), Hila…de la rima a la prosa (2015), 1616. Inspiraciones cervantinas (2016), y la obra colectiva con motivo del Año Jubilar Lebaniego, Goterales: Recreaciones de Cantabria (2017).
También fue coautor del libro Hermilio Alcalde del Río: en el 150 aniversario de su nacimiento en homenaje a la figura de Hermilio Alcalde del Río, alcalde de Torrelavega entre 1920 y 1922 y director de la Escuela de Artes y Oficios de Torrelavega.
Bartolomé redactó en 2018 el prólogo de "Una historia minera: Reocín" de Mario Iglesias, un análisis de la evolución de la zona minera de Reocín, especialmente de la catástrofe provocada por el hundimiento de la mina que supuso la desaparición de buena parte del antiguo pueblo en 1965. A pesar de que Manuel Bartolomé nació en Torres, la vinculación, tanto familiar como literaria, del escritor con el colindante pueblo de Reocín fue muy importante durante toda su vida. El autor cántabro también redactó el prólogo de obras como El Secreto del Boticario, por Fernando Martín Morales, o Nubes de papel, de Aurori Miranda.
En su faceta más periodística, Manuel Bartolomé era colaborador asiduo del diario Alerta, y posteriormente participaba en la columna de opinión del diario en línea Cantabria 24 Horas. También participó en la redacción de sendos guiones para radio recogiendo las tradiciones y el folklore de la región, destacando aquellos relacionados con Las Marzas y la figura de Tía Josefuca.

## Reconocimientos y homenajes
En 2016, Bartolomé fue nombrado con el título Escribano de la Merindad de las Asturias de Santillana en la localidad de Puente San Miguel, en reconocimiento por su carrera y su colaboración en la divulgación de la historia del Pleito de los Nueve Valles, de cuya documentación histórica fue descubridor su padre Antonio Bartolomé. Se le hizo entrega de la medalla de la Merindad y la llave del llamado "arcón de las tres llaves".
A lo largo de 2018 se rindieron varios homenajes póstumos a la figura de Manuel Bartolomé en la ciudad de Torrelavega. Durante el Día del Libro, se leyó un fragmento de una obra de Bartolomé frente a la estatua de Miguel de Cervantes, y el 16 de mayo la Sociedad Cántabra de Escritores realizó un homenaje conjunto a Bartolomé y a Serafín Fernández Villazón, que contó con la presencia del Presidente de Cantabria, Miguel Ángel Revilla. Además, el 6 de julio la Asociación AMICA y el centro de mayores Ramiro Bustamante organizaron durante uno de sus actos un homenaje a Bartolomé, junto con quien realizaron en el año 2013 el corto Tía Josefuca Rediviva, protagonizado por el personaje creado por Antonio Bartolomé, y cuyo guion redactó el homenajeado, Manuel Bartolomé.
Asimismo, en agosto de 2018 se inauguró el camino a la Torre de la Vega en la calle Serafín Escalante de Torrelavega. La idea, que surgió de Bartolomé años atrás, se llevó finalmente a cabo como un nuevo reconocimiento póstumo a su figura.
En noviembre de 2021 se presentó en el Ateneo de Santander una reedición del libro José María de Pereda y su tiempo de Benito Madariaga con un nuevo capítulo escrito por Manuel Bartolomé años antes en torno a la figura y el legado de Pereda. Tanto el libro como su acto de presentación sirvieron como un nuevo homenaje póstumo a Bartolomé, Madariaga y otros escritores vinculados a Pereda y el costumbrismo cántabro como Anthony Clarke.